# Brhlovce
Brhlovce é um município da Eslováquia, situado no distrito de Levice, na região de Nitra. Tem 13,38 km² de área e sua população em 2018 foi estimada em 308 habitantes.

## Demografia
| Ano:        | 1994 | 2004   | 2014   | 2024   |
| ----------- | ---- | ------ | ------ | ------ |
| Broj ljudi: | 360  | 329    | 305    | 292    |
| Razlika:    |      | -8,61% | -7,29% | -4,26% |

| Ano:               | 2023 | 2024   |
| ------------------ | ---- | ------ |
| Número de pessoas: | 289  | 292    |
| Diferença:         |      | +1,03% |